# 宮地佑紀生の電波将軍
『宮地佑紀生の電波将軍』（みやちゆきおのでんぱしょうぐん）は、1990年代後期に中京テレビで放送された広報番組。
この項目では、その後継番組『宮地佑紀生の電波大将軍』（みやちゆきおのでんぱだいしょうぐん）、『宮地佑紀生の電波闇将軍』（みやちゆきおのでんぱやみしょうぐん）、『宮地佑紀生の電波騎士』（みやちゆきおのでんぱナイト）についても触れる。

## 概要
宮地佑紀生が「電波将軍」なる架空の人物に扮し、ひたすら中京テレビの番組宣伝をしていたミニ番組シリーズである。番宣のほか、東海3県各地で催されるイベントや広告主企業の商品（製品ないしはサービス）なども併せて紹介していた。番組タイトルは、シリーズ第1作目が『進め!電波少年』の遅れネット枠（土曜 17:00 - 17:25）と『発明将軍ダウンタウン』の再放送枠（土曜 17:30 - 18:00）の間の時間帯に放送されていたことに由来する。すなわち前者から「電波」を、後者から「将軍」をそれぞれ取って組み合わせたものである。余談だが、『進め!電波少年』の構想段階で付けられたタイトルが「電波将軍」（プロデューサーの土屋が電波少年と聞き間違えた）だった（同項の「制作の経緯」を参照）。
番組の放送中、宮地が画面に映るのは基本的に首から上だけで、しかも宮地に与えられた衣装は厚紙と思しき素材で作られた折り紙の兜一着のみだった。なおかつセットは用意されておらず、背景はクロマキーによって合成された燃え盛る炎が映されているだけだった。オープニングもホラ貝と陣太鼓の音とともにテロップが炎をバックに表示される中、「宮地佑紀生の電波将軍!!」というタイトルコールが入るのだが、そのタイトルコールは宮地本人が行っていた。また、視聴者から届いたお便りを紹介することがあったが、宮地は視聴者からのハガキを全てそのコテコテの名古屋弁で読み上げていた。番組のラストでは「君こそわが命」と思われる歌のワンフレーズを歌った後、「笑うぞ、ハッハッハッハッ…」と笑いながら締めていた。時間の都合上、歌の途中か笑い始めの所で切られることが多かった。
後期においては3つの派生番組に分けた上で放送されていたが、いずれも内容にさほど大きな違いは見られなかった。同枠後継番組は『ラブリー♥パブリー』。

## 出演者
- 宮地佑紀生
- 桐生順子（当時中京テレビアナウンサー）

## 宮地佑紀生の電波将軍

### 放送時間
- 土曜 17:25 - 17:30 （期間不明） - 『進め!電波少年』と『発明将軍ダウンタウン傑作選』の間の枠で放送。

## 宮地佑紀生の電波大将軍

### 放送期間
- 不明 - 2003年3月30日

### 放送時間
- 土曜 17:30 - 17:35 （不明 - 2000年3月） - 『雷波少年』と『進ぬ!電波少年』の間の枠で放送。
- 土曜 17:55 - 18:00 （2000年4月 - 2002年9月） - 『クスクス』の放送開始により、以後はこの枠で放送。
- 日曜 11:25 - 11:30 （2002年10月 - 2003年3月） - 『Chu!サイト』との枠交換により、以後はこの枠で放送。

## 宮地佑紀生の電波闇将軍

### 放送期間
- 1999年4月2日 - 2003年3月26日

### 放送時間
- 金曜 25:17 - 25:21 （1999年4月 - 2000年9月）
- 木曜 25:25 - 25:28 （2000年10月 - 2001年9月）
- 木曜 25:20 - 25:25 （2001年10月 - 2002年3月）
- 水曜 25:30 - 25:35 （2002年4月 - 2003年3月）

## 宮地佑紀生の電波騎士

### 放送期間
- 1999年4月4日 - 2003年3月30日

### 放送時間
- 日曜 25:25 - 25:30 （1999年4月 - 2003年3月）